# Straßenbahnmuseum Kassel
Das Straßenbahnmuseum Kassel ist ein Verkehrsmuseum in Kassel.
Das Museum liegt im Betriebshof Sandershäuser Straße. Gezeigt werden Gegenstände aus der gesamten Geschichte der Kasseler Straßenbahn wie Uniformen, Fahrscheine, Schilder und Fahrzeugteile. Außerdem gibt es eine Modellstraßenbahnanlage. Bis 2002 war das Museum im mittlerweile abgerissenen Betriebshof Holländische Straße. Am neuen Standort eröffnete das Museum am 3. April 2004. Die Original-Fahrzeuge sind seit Ende 2014 im Technikmuseum Kassel ausgestellt.